# Lista de prêmios e indicações recebidos por Mike Portnoy
Este artigo traz uma lista de prêmios recebidos pelo baterista estadunidense Mike Portnoy.

## Prêmios e Indicações
| Data                | Prêmio                   | Indicação/Categoria                                                   | Resultado  | Observação                                                      | Ref   |
| ------------------- | ------------------------ | --------------------------------------------------------------------- | ---------- | --------------------------------------------------------------- | ----- |
| 1994                | Revista Modern Drummer   | Best Up & Coming Talent (Reader's Poll award)                         | Venceu     |                                                                 |       |
| 1995                | Revista Modern Drummer   | Best Progressive Rock Drummer (Reader's Poll award)                   | Venceu     |                                                                 |       |
| 1995                | Revista Modern Drummer   | Best Recorded Performance (em Awake)                                  | Venceu     |                                                                 |       |
| 1996                | Revista Modern Drummer   | Best Progressive Rock Drummer (Reader's Poll award)                   | Venceu     | 2o título consecutivo                                           |       |
| 1996                | Revista Modern Drummer   | Best Recorded Performance (em A Change of Seasons)                    | Venceu     |                                                                 |       |
| 1997                | Revista Modern Drummer   | Best Progressive Rock Drummer (Reader's Poll award)                   | Venceu     | 3o título consecutivo                                           |       |
| 1998                | Revista Modern Drummer   | Best Progressive Rock Drummer (Reader's Poll award)                   | Venceu     | 4o título consecutivo                                           |       |
| 1998                | Revista Modern Drummer   | Best Recorded Performance (em Falling Into Infinity)                  | Venceu     |                                                                 |       |
| 1999                | Revista Modern Drummer   | Best Progressive Rock Drummer (Reader's Poll award)                   | Venceu     | 5o título consecutivo                                           |       |
| 2000                | Revista Modern Drummer   | Best Progressive Rock Drummer (Reader's Poll award)                   | Venceu     | 6o título consecutivo                                           |       |
| 2000                | Revista Modern Drummer   | Best Recorded Performance (em Metropolis Pt. 2: Scenes from a Memory) | Venceu     |                                                                 |       |
| 2000                | Revista Modern Drummer   | Best Clinician                                                        | Venceu     |                                                                 |       |
| 2000                | Revista Modern Drummer   | Best Educational Video/DVD (por Progressive Drum Concepts)            | Venceu     |                                                                 |       |
| 2001                | Revista Modern Drummer   | Best Progressive Rock Drummer (Reader's Poll award)                   | Venceu     | 7o título consecutivo                                           |       |
| 2002                | Revista Modern Drummer   | Best Progressive Rock Drummer (Reader's Poll award)                   | Venceu     | 8o título consecutivo                                           |       |
| 2002                | Revista Modern Drummer   | Best Recorded Performance (em Six Degrees of Inner Turbulence)        | Venceu     |                                                                 |       |
| 2002                | Revista Modern Drummer   | Best Clinician                                                        | Venceu     |                                                                 |       |
| 2002                | Revista Modern Drummer   | Best Educational Video/DVD (por Liquid Drum Theater)                  | Venceu     |                                                                 |       |
| 2003                | Revista Modern Drummer   | Best Progressive Rock Drummer (Reader's Poll award)                   | Venceu     | 9o título consecutivo                                           |       |
| 2004                | Revista Modern Drummer   | Best Progressive Rock Drummer (Reader's Poll award)                   | Venceu     | 10o título consecutivo                                          |       |
| 2004                | Revista Modern Drummer   | Rock Drummer Hall of Fame                                             | Inclusão   | Segundo mais jovem baterista a ser incluso, com apenas 37 anos. |       |
| 2005                | Revista Modern Drummer   | Best Progressive Rock Drummer (Reader's Poll award)                   | Venceu     | 11o título consecutivo                                          |       |
| 2006                | Revista Modern Drummer   | Best Progressive Rock Drummer (Reader's Poll award)                   | Venceu     | 12o título consecutivo - Recorde                                |       |
| 2006                | Revista Modern Drummer   | Best Progressive Rock Drummer (Reader's Poll award)                   | Venceu     |                                                                 |       |
| 2007                | Revista Modern Drummer   | Best Recorded Performance (em Score)                                  | Venceu     |                                                                 |       |
| Outubro de 2009     | Revista Rhythm Magazine  | Top 50 Drummers of All Time                                           | 5a posição |                                                                 | [ 1 ] |
| 2010                | Drummies Award           | Best Progressive Rock drummer                                         | Venceu     | Recebeu 6.500 votos do mundo todo (internet)                    | [ 2 ] |
| 14 de Junho de 2010 | Revista Metal Hammer     | Metal Hammer Golden God Award - Best Drummer                          | Venceu     |                                                                 | [ 3 ] |
| Setembro de 2010    | Revista Music radar      | Best Drummer Ever                                                     | 2o lugar   | 1o lugar ficou com Joey Jordison                                | [ 3 ] |
| 2010                | Revista Modern Drummer   | MVP of the Year                                                       | Venceu     |                                                                 |       |
| 20 de Abril de 2011 | Revista Revolver         | Revolver Golden God Awards - Best Drummer Award                       | Venceu     |                                                                 | [ 4 ] |
| 07 de Junho de 2011 | Revista DRUM! Magazine's | Drummer of the Year Award                                             | Venceu     |                                                                 | [ 5 ] |
| 07 de Junho de 2011 | Revista DRUM! Magazine's | Metal Drummer Award                                                   | Venceu     |                                                                 | [ 6 ] |
| 2011                | Revista Modern Drummer   | Best Recorded Performance (em Nightmare)                              | Venceu     |                                                                 | [ 7 ] |